# Le Jeune Ahmed
Le Jeune Ahmed, ook bekend onder de Engelstalige titel Young Ahmed, is een Belgische dramafilm uit 2019 onder regie van de broers Jean-Pierre en Luc Dardenne.

## Verhaal
De dertienjarige Ahmed besluit door de beïnvloeding van  imam Youssef en een extremistische interpretatie van de Koran om zijn lerares te vermoorden. Zijn poging mislukt, waarna hij als onderdeel van een rehabilitatieprogramma op een kinderboerderij belandt. Daar raakt hij bevriend met leeftijdsgenote Louise.

## Rolverdeling
| Acteur           | Personage          |
| ---------------- | ------------------ |
| Idir Ben Addi    | Ahmed              |
| Myriem Akheddiou | Inès               |
| Olivier Bonnaud  | Referentieopvoeder |
| Victoria Bluck   | Louise             |
| Claire Bodson    | Moeder van Ahmed   |
| Othmane Moumen   | Imam Youssouf      |

## Productie
In augustus 2016, enkele maanden na de terroristische aanslagen in Brussel, kondigden Jean-Pierre en Luc Dardenne op het Lima Film Festival in Peru aan dat ze een film zouden maken over de opmars van islamitisch terrorisme in Europa. Volgens Luc Dardenne had het project niets met de aanslagen in Brussel te maken, maar hadden de broers al veel langer het idee om een film over een moslimfundamentalist te maken. Meteen na de bekendmaking keerden de broers op hun stappen terug. Omdat het filmproject op sociale media werd uitvergroot, besloten ze het project tijdelijk te annuleren. Plannen om in het najaar van 2017 aan de productie te beginnen, werden uitgesteld.
Begin mei 2018, in de aanloop naar het filmfestival van Cannes, werd het project, getitel Ahmed, voorgesteld aan potentiële distributeurs. Cinéart verwierf op het festival de Belgische en Nederlandse distributierechten. In maart 2019 onthulde Cinéart dat de titel veranderd werd in Le jeune Ahmed.
De opnames gingen op 24 juli 2018 van start in de provincie Luik. Er werd gefilmd in onder meer Seraing en Neupré. Er werd ook drie weken gefilmd op de pedagogische boerderij Croix de Mer in Borlez (Faimes).
De film ging op 20 mei 2019 in première op het filmfestival van Cannes. De broers Dardenne werden op het festival bekroond met de prijs voor beste regie.

## Prijzen en nominaties
| Jaar | Prijs                   | Categorie                   | Genomineerde(n)                    | Uitslag     |
| ---- | ----------------------- | --------------------------- | ---------------------------------- | ----------- |
| 2019 | Filmfestival van Cannes | Gouden Palm                 | Jean-Pierre Dardenne, Luc Dardenne | Genomineerd |
| 2019 | Filmfestival van Cannes | Beste regie                 | Jean-Pierre Dardenne, Luc Dardenne | Gewonnen    |
| 2020 | Magritte du cinéma      | Beste jong mannelijk talent | Idir Ben Addi                      | Gewonnen    |
| 2020 | Magritte du cinéma      | Beste actrice in een bijrol | Myriem Akheddiou                   | Gewonnen    |
| 2020 | César Awards            | Beste buitenlandse film     | Jean-Pierre Dardenne, Luc Dardenne | Genomineerd |